# (17612) Whiteknight
(17612) Whiteknight (1995 UW6) – planetoida z grupy pasa głównego asteroid okrążająca Słońce w ciągu 5,41 lat w średniej odległości 3,08 j.a. Odkryta 20 października 1995 roku.